# Campo do Gerês
Campo do Gerês es una freguesia portuguesa del concelho de Terras de Bouro, con 62,38 km² de superficie y 187 habitantes (2001). Su densidad de población es de 3,0 hab/km².

## Galería

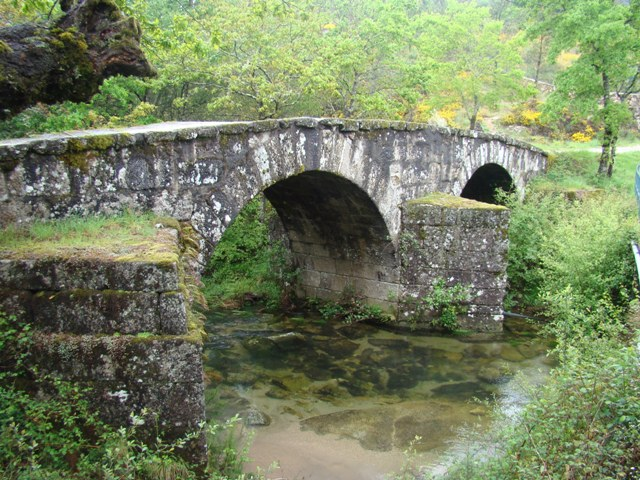
Ponte dos eixões